# Governo Fanfani III
Il Governo Fanfani III è stato il sedicesimo esecutivo della Repubblica Italiana, il quarto della III legislatura. Venne presieduto dal deputato Amintore Fanfani e rimase in carica dal 27 luglio 1960 al 22 febbraio 1962, per un totale di 575 giorni, ovvero 1 anno, 6 mesi e 26 giorni. Divenne noto come "il governo delle convergenze parallele".

## Storia
A seguito delle dimissioni del Governo Tambroni formalizzate il 19 luglio 1960, il presidente della Repubblica Giovanni Gronchi avvia le consultazioni che si concludono il 21 luglio quando assegna l’incarico a Fanfani che il 26 luglio forma il suo terzo governo formato esclusivamente da esponenti del proprio partito, la DC, con l’appoggio esterno del PSDI, PLI, PRI e con l’astensione del PSI e dei monarchici.
Fanfani presenta al Parlamento il 2 agosto il governo e il suo programma; la fiducia viene accordata dal Senato il 3 agosto, subito dopo la discussione, con 126 voti favorevoli provenienti da DC, PSDI, PRI, PLI, due indipendenti e il valdostano Chabod e 58 contrari provenienti da PCI e MSI; si astengono invece il PSI, i monarchici e il rappresentante altoatesino (36). Alla Camera la fiducia viene approvata il 5 agosto dopo due giorni di discussioni con 310 favorevoli, 156 contrari e 96 astenuti.
Durante il congresso del PSI a marzo 1961 Pietro Nenni ripropone la possibilità dell’appoggio del partito a un nuovo governo di centro sinistra guidato dalla DC ottenendo l'approvazione della sua proposta. L'anno successivo, durante il congresso della DC di gennaio, Aldo Moro ipotizza un governo di centro-sinistra con i socialisti che ottiene l'approvazione del partito. Pochi giorni dopo, il 2 febbraio il governo Fanfani si dimette e il 10 febbraio gli viene conferito un nuovo incarico.

## Composizione del parlamento
Camera dei Deputati
| Partiti | Partiti | Seggi                     |
| ------- | --- | ------------------------- |
|         | Democrazia Cristiana Partito Socialista Italiano Partito Democratico Italiano di Unità Monarchica Partito Socialdemocratico Italiano Partito Liberale Italiano Partito Repubblicano Italiano Südtiroler Volkspartei Union Valdôtaine Totale Maggioranza | 273 84 25 22 17 6 3 1 431 |
|         | Partito Comunista Italiano Movimento Sociale Italiano Movimento Comunità Totale Opposizione | 140 24 1 165              |
| Totale  | Totale | 596                       |

Senato della Repubblica
| Partiti | Partiti | Seggi              |
| ------- | --- | ------------------ |
|         | Democrazia Cristiana Partito Socialdemocratico Italiano Partito Liberale Italiano Südtiroler Volkspartei Partito Socialista Italiano Partito Democratico Italiano di Unità Monarchica Totale Maggioranza | 123 5 4 2 36 7 177 |
|         | Partito Comunista Italiano Movimento Sociale Italiano Indipendenti di Sinistra Totale Opposizione | 60 8 1 69          |
| Totale  | Totale | 246                |

## Compagine di governo

### Appartenenza politica
- Democrazia Cristiana

### Provenienza geografica
La provenienza geografica dei membri del Consiglio dei ministri si può così riassumere:
| Regione               | Presidente | Ministri | Sottosegretari | Totale |
| --------------------- | ---------- | -------- | -------------- | ------ |
| Toscana               | 1          | -        | 3              | 4      |
| Lazio                 | -          | 4        | 3              | 7      |
| Veneto                | -          | 3        | 4              | 7      |
| Sicilia               | -          | 2        | 3              | 5      |
| Piemonte              | -          | 1        | 4              | 5      |
| Campania              | -          | 3        | 1              | 4      |
| Liguria               | -          | 3        | 1              | 4      |
| Lombardia             | -          | 2        | 2              | 4      |
| Abruzzo               | -          | 1        | 3              | 4      |
| Puglia                | -          | -        | 4              | 4      |
| Sardegna              | -          | 1        | 2              | 3      |
| Calabria              | -          | -        | 2              | 2      |
| Umbria                | -          | -        | 2              | 2      |
| Basilicata            | -          | 1        | -              | 1      |
| Emilia-Romagna        | -          | 1        | -              | 1      |
| Friuli-Venezia Giulia | -          | 1        | -              | 1      |
| Marche                | -          | -        | 1              | 1      |
| Trentino-Alto Adige   | -          | -        | 1              | 1      |

## Voto di fiducia
|                         | Esito      | Partiti                                                                       | Voti      |
| Senato della Repubblica | Favorevole | DC (123), PSI (36), PSDI (7), PLI (4), SVP (2)                                | 177 / 246 |
| Senato della Repubblica | Contrario  | PCI (60), MSI (8), altri (1)                                                  | 69 / 246  |
| Camera dei Deputati     | Favorevole | DC (273), PSI (84), PDIUM (25), PSDI (22), PLI (17), PRI (6), SVP (3), UV (1) | 431 / 596 |
| Camera dei Deputati     | Contrario  | PCI (140), MSI (24), altri (1)                                                | 165 / 596 |

## Composizione
| Carica                                    | Titolare                              | Titolare                              | Titolare                              | Sottosegretari |
| Presidenza del Consiglio dei ministri     | Presidenza del Consiglio dei ministri | Presidenza del Consiglio dei ministri | Presidenza del Consiglio dei ministri | Sottosegretario di Stato alla Presidenza del Consiglio                                                                 |
| ----------------------------------------- | ------------------------------------- | ------------------------------------- | ------------------------------------- | --- |
| Presidente del Consiglio dei ministri     |                                       |                                       | Amintore Fanfani (DC)                 | - Umberto Delle Fave (DC) - Giovanni Giraudo (DC) - Renato Tozzi Condivi (DC)                                          |
| Vicepresidente del Consiglio dei ministri |                                       |                                       | Attilio Piccioni (DC)                 | - Umberto Delle Fave (DC) - Giovanni Giraudo (DC) - Renato Tozzi Condivi (DC)                                          |
| Ministri senza portafoglio                |                                       |                                       |                                       | |
| Riforma della Pubblica Amministrazione    |                                       |                                       | Tiziano Tessitori (DC)                | Tiziano Tessitori (DC)                                                                                                 |
| Cassa del Mezzogiorno                     |                                       |                                       | Giulio Pastore (DC)                   | Giulio Pastore (DC) |
| Rapporti con il Parlamento                |                                       |                                       | Giuseppe Codacci Pisanelli            | Giuseppe Codacci Pisanelli                                                                                             |
| Ministro senza portafoglio                |                                       |                                       | Attilio Piccioni (DC)                 | Attilio Piccioni (DC)                                                                                                  |
| Ministero                                 | Ministri                              | Ministri                              | Ministri                              | Sottosegretari di Stato                                                                                                |
| Affari esteri                             |                                       |                                       | Antonio Segni (DC)                    | - Ferdinando Storchi (DC) - Carlo Russo (DC)                                                                           |
| Interni                                   |                                       |                                       | Mario Scelba (DC)                     | - Guido Bisori (DC) - Oscar Luigi Scalfaro (DC)                                                                        |
| Bilancio                                  |                                       |                                       | Giuseppe Pella (DC)                   | - Enrico Roselli (DC) - Giuseppe Cerulli Irelli (DC)                                                                   |
| Finanze                                   |                                       |                                       | Giuseppe Trabucchi (DC)               | - Michele Troisi (DC) (fino al 26 novembre 1961) - Antonio Pecoraro (DC) - Filippo Micheli (DC) (dal 22 novembre 1961) |
| Tesoro                                    |                                       |                                       | Paolo Emilio Taviani (DC)             | - Lorenzo Natali (DC) - Alfonso De Giovine (DC) - Dino Penazzato (DC)                                                  |
| Grazia e Giustizia                        |                                       |                                       | Guido Gonella (DC)                    | - Francesco Maria Dominedò (DC)                                                                                        |
| Difesa                                    |                                       |                                       | Giulio Andreotti (DC)                 | - Giovanni Bovetti (DC) - Italo Giulio Caiati (DC) - Vittorio Pugliese (DC)                                            |
| Industria e Commercio                     |                                       |                                       | Emilio Colombo (DC)                   | - Nullo Biaggi (DC) - Filippo Micheli (DC)                                                                             |
| Commercio con l'Estero                    |                                       |                                       | Mario Martinelli (DC)                 | - Tarcisio Longoni (DC)                                                                                                |
| Agricoltura e Foreste                     |                                       |                                       | Mariano Rumor (DC)                    | - Giuseppe Salari (DC) - Giacomo Sedati (DC)                                                                           |
| Lavori Pubblici                           |                                       |                                       | Benigno Zaccagnini (DC)               | - Tommaso Spasari (DC) - Domenico Magrì (DC)                                                                           |
| Lavoro e Previdenza Sociale               |                                       |                                       | Fiorentino Sullo (DC)                 | - Ettore Calvi (DC) - Cristoforo Pezzini (DC)                                                                          |
| Trasporti                                 |                                       |                                       | Giuseppe Spataro (DC)                 | - Calogero Volpe (DC) - Cesare Angelini (DC)                                                                           |
| Marina Mercantile                         |                                       |                                       | Angelo Raffaele Jervolino(DC)         | - Salvatore Mannironi (DC)                                                                                             |
| Poste e Telecomunicazioni                 |                                       |                                       | Lorenzo Spallino (DC)                 | - Remo Gaspari (DC) - Dario Antoniozzi (DC)                                                                            |
| Pubblica Istruzione                       |                                       |                                       | Giacinto Bosco (DC)                   | - Giovanni Elkan (DC) - Maria Badaloni (DC)                                                                            |
| Partecipazioni statali                    |                                       |                                       | Giorgio Bo (DC)                       | - Eugenio Gatto (DC)                                                                                                   |
| Sanità                                    |                                       |                                       | Camillo Giardina (DC)                 | - Crescenzo Mazza (DC)                                                                                                 |
| Turismo e Spettacolo                      |                                       |                                       | Alberto Folchi (DC)                   | - Renzo Helfer (DC) - Gabriele Semeraro (DC)                                                                           |

## Cronologia
Salvo diversa indicazione le notizie sono tratte dal sito dellarepubblica.it, richiamato in bibliografia

### 1960
- 20-21 luglio: dimessosi Tambroni il capo dello Stato avvia le consultazioni. I quattro partiti di centro (DC-PSDI-PRI-PLI) si dichiarano disponibili ad un monocolore DC presieduto da Amintore Fanfani, al quale Giovanni Gronchi affida l'incarico.
- 26 luglio: Fanfani forma il suo terzo Governo, un monocolore DC con l’appoggio parlamentare di PSDI, PLI, PRI e l’astensione del PSI e dei monarchici. Nasce quello che sarà definito il Governo delle convergenze parallele.
- 2 agosto: Fanfani presenta il governo ai due rami del Parlamento.
- 3 agosto: inizia la discussione al Senato. Nella seduta pomeridiana dello stesso giorno è approvata, con 126 voti a favore, 58 contrari e 36 astenuti, la mozione di fiducia. Votano a favore DC, PSDI, PRI, PLI, due indipendenti e il valdostano Chabod. Si astengono il PSI, i monarchici e il rappresentante altoatesino. Contrari PCI e MSI.
- 4-5 agosto: inizia la discussione alla Camera. Il governo passa con 310 favorevoli, 156 contrari e 96 astenuti. Rinviata a settembre la discussione sulla nuova legge elettorale provinciale.[16]
- 9 agosto: Guido Carli è nominato Governatore della Banca d'Italia. Sostituisce Donato Menichella.
Emilio Colombo, Mariano Rumor e Giulio Pastore, in tre differenti discorsi pubblici, sottolineano l'ottimo risultato delle convergenze democratiche dei partiti di centro, che ha isolato all'opposizione i partiti totalitari (PCI e MSI) e consentito la formazione di un governo politico che può auspicare una significativa durata.[17]
- 20 agosto: il consiglio nazionale della DC approva per acclamazione, e senza dibattito, la relazione di Aldo Moro sull'operato del partito nella crisi di governo e nella formazione dell'esecutivo presieduto da Fanfani.[18]
- 6-8 settembre: il consiglio dei ministri fissa al 13 novembre le elezioni amministrative.
Raggiunto l'accordo tra i partiti della maggioranza per la legge elettorale provinciale, che viene approvata dalla Camera il 7 settembre e definitivamente dal senato il giorno dopo. La rapida conclusione dell'iter porta all'anticipazione del turno amministrativo al 6 novembre.[19]
- 16 settembre: in un articolo pubblicato sul settimanale Oggi Aldo Moro scrive che la formula di centro-sinistra è un passo avanti nello sviluppo democratico del Paese e un'occasione perduta del PSI, che nonostante la nuova legge elettorale provinciale si ripromette alleanze locali col PCI ovunque sia possibile. La DC esclude recisamente ogni possibile contatto con l'estremismo antidemocratico rappresentato dal PCI a sinistra e dal MSI a destra.[20]
- 29 settembre: in vista delle elezioni amministrative il PCI lancia un vasto appello agli elettori: i comunisti sostengono l'attuazione delle regioni a statuto ordinario, la difesa e lo sviluppo delle autonomie locali e l'autonomia finanziaria dei comuni.
- 10 ottobre: va in onda la prima puntata di Tribuna elettorale, condotta da Gianni Granzotto: primo ospite è il ministro degli interni Mario Scelba che, ad una domanda specifica, risponde che all'ordine pubblico pensa il governo e che i capi della polizia e i dirigenti delle questure sono soltanto funzionari.
- 12-20 ottobre: i segretari dei partiti rappresentati in Parlamento partecipano a Tribuna elettorale:
Aldo Moro difende il governo di Fernando Tambroni e definisce le passate alleanze con il MSI una necessità anticomunista. Glissa su una maliziosa domanda sulla candidatura democristiana in Sicilia del boss mafioso Giuseppe Genco Russo. Il leader democristiano esclude recisamente la possibilità di futuri accordi con il PCI e il MSI;
Arturo Michelini rivela presunti accordi stretti con la DC, e in particolare con Aldo Moro, per il sostegno del MSI alla giunta siciliana contro Silvio Milazzo, al secondo governo di Antonio Segni e al governo Tambroni. Per Michelini tutte le partecipazioni del MSI sono state organiche e debitamente contrattate. Il MSI, dichiara Michelini, ripudia in modo assoluto il metodo totalitario mussoliniano: la partecipazione al governo Tambroni doveva confermare la linea legalitaria del partito per la formazione di una destra moderata e conservatrice;
Palmiro Togliatti mette in risalto il contributo comunista al movimento antifascista di luglio, la caduta del governo Tambroni e la necessità di tornare all'applicazione integrale delle norme antifasciste contenute nella costituzione. Messo alle strette con domande sulla libertà di parola e di religione nei paesi dell'est e sulla collaborazione col MSI nelle giunte milazziste siciliane il Migliore glissa sulle le prime e riduce la collaborazione con la destra a sparuti gruppi di transfughi sia del MSI che dei partiti monarchici.
Alfredo Covelli rivendica l'impegno anticomunista dei monarchici riuniti nel Partito Democratico Italiano e chiede che si rinunci in modo definitivo a qualsiasi ipotesi di apertura a sinistra. Secondo Covelli Aldo Moro deve fare una scelta chiara e precisa perché la sua definizione della DC, un partito democratico e popolare, è la stessa che il PCI si attribuisce;
Giovanni Malagodi definisce il centrismo conservatore del PLI dinamico e pone quale esempio la convergenza dei partiti democratici di centro nel gabinetto Fanfani, cui i liberali assicurano pieno appoggio. Chiude ad ogni ipotesi di apertura al PSI e al MSI e contro la linea politica di Fanfani sostiene la necessità di combattere lo statalismo e gli enti e le aziende di Stato. Anche per il segretario liberale le pregresse collaborazioni col MSI sono state una mera necessità anticomunista;
Oronzo Reale rilancia la posizione ufficiale del PRI nel governo Fanfani: formule di centro-sinistra aperte al PSI con esclusione delle destre e del PCI;Giuseppe Saragat si dichiara convinto che il centro-sinistra organico, col PSI, si realizzerà grazie all'alleanza del ceto medio col proletariato, che si sta liberando dell'ipoteca comunista, e porterà a realizzare una vera giustizia sociale. Parlando dei comunisti Saragat dichiara che i comunisti chiedono la libertà in nome dei nostri principi e la negano in nome dei loro;
Pietro Nenni dichiara di non condividere il giudizio negativo sul comunismo espresso dai partiti socialisti del mondo. Il segretario socialista ritiene che le alleanze locali col PCI, attuali e future, rappresentino sostanzialmente una valida diga al dispotismo locale del governo esercitato attraverso i prefetti. Il partito è del tutto autonomo rispetto alle scelte e agli interessi del PSI, auspica di riunificarsi col PSDI ed è pronto, tramite gli opportuni accordi, a sostenere un governo di centro-sinistra.
Negli stessi giorni all'ONU si discute la questione dell'Alto Adige. Alla vigilia dell'assemblea generale il ministro degli esteri, Antonio Segni, dichiara che l'Austria sta alimentando una campagna di odio e discriminazione razziale. Il governo italiano ha intenzione di impugnare le proposte austriache per la regione e qualsiasi tentativo di riscrivere unilateralmente il trattato di Parigi fra Alcide De Gasperi e Karl Gruber. Al comitato politico appositamente convocato l'Austria è messa in netta minoranza da quasi tutti i paesi del mondo, convinti che il governo italiano abbia concesso tutto il necessario alla minoranza tedesca, nonostante l'Austria lamentasse la mancanza di rispetto dell'accordo De Gasperi-Gruber da parte dell'Italia. La mozione austriaca per l'indipendenza della provincia di Bolzano è respinta: l'ONU impone all'Austria di lavorare all'applicazione dei trattati già sottoscritti, che prevedono ben più di quanto hanno ottenuto altre minoranze nel mondo.[non chiaro][21]
- 14 ottobre: Consiglio dei ministri: Mario Petrilli è nominato nuovo presidente dell'IRI: in base all'accordo tra i partiti della maggioranza il prof. Bruno Visentini, repubblicano, rimane alla vice-presidenza. Stanziati sei miliardi di lire per la costruzione della nuova sede di Castro Pretorio della Biblioteca Nazionale Centrale di Roma.[22]
- 25 ottobre: Attilio Piccioni risponde da Tribuna Elettorale alle accuse incrociate alla DC da parte del MSI, che la accusa di incapacità contro il pericolo comunista, e del PCI, che la definisce un partito clerico-fascista: con il governo delle convergenze democratiche la DC, secondo Piccioni, ha mantenuto il proprio impegno di non lasciarsi condizionare da forze antidemocratiche ed eversive, di destra come di sinistra.
- 31 ottobre: Amintore Fanfani parla ad un comizio elettorale e conferma l'orientamento sociale del governo. Aldo Moro lo sostiene dichiarando che la DC si presenta al giudizio elettorale con un senso di unità e responsabilità, interno e coi partiti di governo, che avrà favorevole esito nell'opinione pubblica.
Il leader della Südtiroler Volkspartei, Silvius Magnago, chiede che la provincia di Bolzano diventi una repubblica autonoma sia dall'Austria che dall'Italia.
L'Assemblea generale delle Nazioni Unite promulga la Risoluzione n. 1497, avente come oggetto l'attuazione dell'accordo De Gasperi-Gruber da parte dell'Italia.
- 5-6 novembre: elezioni amministrative: la DC perde un milione di voti, i partiti di governo raccolgono complessivamente il 51,3% nonostante una lieve flessione repubblicana, compensata da un forte aumento socialdemocratico. Il MSI balza dall'1 al 5% anche grazie alla politica filo-italiana in Alto Adige ed erode il superstite elettorato dei monarchici, che scendono al 5%. Forte insuccesso del PSI, nel quale inizia a delinearsi la crisi interna che porterà alla scissione del 1963.
- 7-8 novembre: la minoranza filocomunista del PSI, detta dei carristi, imputa alla linea ambigua di Pietro Nenni la sconfitta elettorale e chiede un congresso straordinario. Amintore Fanfani e Aldo Moro ritengono che i risultati siano una piena conferma alle convergenze centriste del gabinetto in carica. Giovanni Malagodi aggiunge che la vittoria della coalizione centrista chiude ad ogni possibilità di apertura al PSI.[23]
- 10 novembre: emerge in tutta la sua gravità il problema delle cosiddette giunte difficili. A porre all'attenzione del dibattito politico la difficoltà di formare ovunque giunte omogenee alla coalizione di governo è Nenni, il quale sostiene che laddove i risultati di PSDI, PRI e PLI non consentano la formazione di un quadripartito la DC deve scegliere se allearsi col PSI o con il MSI. La DC, a sua volta, sostiene che l'adozione di un criterio unitario per la formazione di giunte quadripartito col PSI, per le quali spingono PRI e PSDI, è subordinata alla definitiva rottura tra PSI e PCI, con la rottura delle alleanze frontiste in comuni tradizionalmente orientati a sinistra come Bologna, Siena, Livorno, etc.
L'Osservatore Romano plaude ai risultati elettorali e sostiene che gli stessi non modificano l'equilibrio politico realizzato con il governo delle convergenze democratiche. Circa le giunte difficili il giornale della Santa Sede ritiene che nulla osti, dal punto di vista sia politico che religioso, ad un'alleanza con il MSI.
- 15 novembre: Amintore Fanfani parla ad Arezzo: dichiara che i risultati elettorali si devono considerare soddisfacenti a prescindere dai numeri perché hanno sconfessato le non buone prospettive per le forze democratiche che si erano delineate coi fatti di Genova. L'ex Presidente del Consiglio, Fernando Tambroni, esce dal riserbo che si era imposto da quattro mesi e contesta a Fanfani l'idea che a Genova ci sia stato uno scontro di quegli opposti estremismi che la DC dice di voler combattere. In un'interpellanza urgente presentata alla Camera Tambroni chiede al governo di sconfessare l'interpretazione del suo capo per affermare che a Genova c'è stata un'insurrezione guidata dai comunisti, contestazione del diritto di riunione di un partito legittimamente costituito, contro le forze e i poteri dello Stato e contro l'ordinamento democratico che il suo Gabinetto ha difeso.[24]
- 16 novembre: mentre il problema delle giunte difficili rimane in alto mare, coi partiti che rifiutano recisamente la soluzione "caso per caso" proposta da Aldo Moro, la DC minimizza sul proprio quotidiano ufficiale l'interpellanza presentata da Tambroni. Dopo un colloquio tra quest'ultimo e il presidente del gruppo DC alla Camera, Luigi Gui, il direttivo parlamentare democristiano disapprova l'iniziativa, seppure nella forma ufficiosa di un documento formale che non la cita, e si unisce al coro dei partiti di sinistra che la giudicano mirata a compromettere l'apertura a sinistra. La posizione ufficiale della DC è quella che Moro ha espresso al Consiglio nazionale del 19 luglio 1960, all'indomani della caduta del Governo Tambroni.[25]
- 18 novembre: Fanfani effettua un giro di consultazioni coi segretari dei partiti della maggioranza e va poi a riferire al capo dello Stato circa la stabilità del governo.
- 21 novembre: in attesa di una decisione ufficiale della DC gli alleati di governo precisano le proprie posizioni: PSDI e PRI chiedono la formazione di giunte di centro-sinistra aperte al PSI ovunque possibile, il PLI, che non esprime al momento un'alternativa, si dichiara pronto ad uscire dalla maggioranza e a provocare la crisi di governo qualora si proceda lungo tale obiettivo. Pietro Nenni, pressato dalla minoranza interna e dall'evolversi della situazione, dichiara esaurita la tregua concordata per la formazione e l'esistenza del Gabinetto Fanfani: il PSI torna formalmente all'opposizione, non chiede le dimissioni del Governo e si dichiara ora disposto a seguire Moro nella politica del "caso per caso" nella formazione delle giunte difficili.
Il ministro degli esteri austriaco si incontra con l'ambasciatore italiano a Vienna, Gastone Guidotti. Il governo austriaco ha intenzione di avviare sollecite trattative per la questione dell'Alto Adige. Voci non confermate parlano dei primi di gennaio.[26]
- 20 novembre: direzione nazionale del PRI: viene approvata la relazione di Oronzo Reale per la massima diffusione di giunte di centro-sinistra. Il segretario repubblicano non esclude la formazione di maggioranze centriste o minoritarie, a condizione che non sia necessario l'appoggio dei comunisti e dei missini.
Comitato centrale MSI: il partito conferma la fiducia al segretario Arturo Michelini. Annunciata una campagna informativa sull'italianità dell'Alto Adige e contro ogni trattativa che favorisca la minoranza di lingua tedesca.
Direzione politica del PRI: i radicali si appellano a socialdemocratici, repubblicani e socialisti per concordare una linea di azione unitaria per una soluzione globale di centro-sinistra.[26]
- 23 novembre: direzione nazionale DC: Aldo Moro conferma la linea politica della soluzione caso per caso delle giunte difficili. Le posizioni dei partiti, oltremodo divergenti, non consentono l'adozione di una linea unitaria.[27]
- 24 novembre: il governo risponde alla Camera a interrogazioni e interpellanze sui fatti di Genova. Fernando Tambroni chiede una coraggiosa sortita contro il Partito Comunista, che si è dimostrato capace ed intenzionato a sovvertire l'ordinamento democratico dello Stato. Pietro Nenni conferma che la tregua tra il PSI e il governo centrista è venuta meno. I partiti della maggioranza ribadiscono che l'esecutivo non corre rischi e che le convergenze democratiche sono ancora lontane dell'esaurirsi.
- 26 novembre: si riunisce a Roma un convegno dei consiglieri comunali e provinciali del MSI, cui prendono parte anche i membri della direzione nazionale e del comitato centrale del partito. Approvata all'unanimità la relazione di Arturo Michelini: il MSI esclude l'appoggio caso per caso, ritenendo questa condotta un compromesso, ed è disponibile a partecipare a giunte anticomuniste e antisocialiste in cui la sua presenza sia richiesta e contrattata.[28]
- 30 novembre: comitato centrale PSI: Pietro Nenni sostiene la necessità di realizzare il maggior numero possibile di giunte di centro-sinistra, allo scopo di facilitare la svolta a sinistra nazionale. Per la minoranza interna dei carristi Nenni vuole subordinare il partito agli interessi della DC e con le altre componenti di minoranza annuncia un documento unitario di opposizione interna. L'assise fissa per l'8 marzo 1961 la convocazione del congresso nazionale e si chiude con una schiacciante vittoria della corrente autonomista del segretario nazionale. Palmiro Togliatti lancia al PSI un appello per una politica unitaria socialcomunista.
- 2 dicembre: consiglio dei ministri: Antonio Segni, ministro degli esteri, relaziona sulla proposta austriaca, che viene accolta, di un incontro col pari grado d'oltralpe per il 12 dicembre.
- 5-6 dicembre: Aldo Moro ritiene non ancora compiuta la maturità democratica del PSI, che continua a sostenere giunte frontiste col PCI e mantiene una linea neutrale sul tema della politica estera. La DC prosegue comunque l'esperienza delle alleanze locali. Le riserve della DC provocano una decisa reazione contraria di PSDI e PRI.[29]
- 9 dicembre: mentre si rincorrono voci (prontamente smentite) sull'intenzione del PSDI di aprire una crisi di governo i quattro partiti della maggioranza parlamentare interrompono le trattative per la formazione della giunta comunale di Roma. Oggetto della rottura la partecipazione del PSI, voluta da socialdemocratici e repubblicani e osteggiata da democristiani e liberali.
- 19 dicembre: il Consiglio dei Ministri approva il piano decennale per le autostrade.
- 22 dicembre: la direzione nazionale del PSI lancia un ultimatum alla DC per l'apertura a sinistra: il rovesciamento della giunta di centro-destra alla Regione siciliana e giunte di centro sinistra a Firenze e Milano. Pietro Nenni, pressato dalla minoranza interna e intenzionato a ricomporre i dissidi, invita inoltre PSDI e PRI a boicottare la maggioranza di governo per favorirne la caduta. Giovanni Malagodi si incontra con Aldo Moro per ribadire che i liberali non accettano involuzioni a sinistra dell'esecutivo.
- 26 dicembre: Consiglio dei Ministri: fissate le celebrazioni per il centenario dell'unità d'Italia: sono stanziati 45 miliardi per le università e decise alcune riduzioni per le tariffe doganali in vigore nel MEC.
La direzione nazionale della DC, pressata dall'ultimatum socialista e dalla minaccia liberale di arrecare difficoltà all'esecutivo, prende atto del nulla di fatto per la formazione delle giunte difficili. Il partito chiede una tregua di 48 ore per la pausa natalizia ma nello stesso giorno Giuseppe Saragat pubblica un duro articolo in cui attribuisce la responsabilità dello stallo politico allo scontro insanabile tra il fanatismo comunista e alla borghesia reazionaria.[30]

### 1961
- 3 gennaio: consiglio dei ministri: definitivamente approvati i contributi statali per la costruzione di impianti sportivi nei comuni da 2.000 a 50.000 abitanti.
Salvo Lima è eletto sindaco di Palermo, dove guida una giunta di centro-destra. Hanno votato per Lima 19 sui 24 consiglieri DC, 4 monarchici, 4 dei 9 consiglieri Cristiano sociali (lista Milazzo) che ufficialmente si collocano all’opposizione, 2 socialdemocratici, 2 liberali e un altro consigliere di orientamento non indicato.
Ettore Bernabei è nominato direttore generale della RAI (manterrà la carica fino alla riforma del 1975).
- 4 gennaio: In una riunione della corrente di maggioranza, convocata in vista del congresso, Pietro Nenni accentua per il Congresso le posizioni della destra del PSI. Il segretario pone in termini disciplinari il problema dei rapporti fra le correnti.
Nuovo attacco di La Malfa al governo. Pateracchio di centro-destra a Palermo.
Il PCI porta sui banchi del Parlamento lo scandalo per la costruzione dell'aeroporto di Fiumicino.
- 5 gennaio: Amintore Fanfani e Aldo Moro si riuniscono coi vicesegretari democristiani Giovanni Battista Scaglia e Angelo Salizzoni, il vice-presidente del consiglio Attilio Piccioni e i presidenti dei gruppi parlamentari Silvio Gava e Luigi Gui. Scopo della riunione è la coincidenza tra l'azione del governo e quella della DC alla luce delle pressioni dei partiti alleati, in particolare delle pressioni anti-liberali di Giuseppe Saragat e Oronzo Reale.
- 12-15 gennaio: a Roma si svolge la prima conferenza (definita "conferenza triangolare") tra governo, imprenditori e sindacati per discutere di politica economica e introdurre un controllo politico nella definizione dei salari. Per il governo partecipano Amintore Fanfani e Giuseppe Pella.
- 16 gennaio: in vista della possibile firma di un accordo tra DC, PSI e PSDI per la giunta comunale di Milano Giovanni Malagodi presiede una riunione congiunta dei comitati cittadino e provinciale del PLI. I liberali meneghini lamentano da parte della DC una scarsa corrispondenza alla lealtà dimostrata nella formazione del governo delle convergenze e un mancato rispetto della maggioranza "democratica" che al comune e alla provincia consentirebbero l'esclusione dei socialisti.
- 18 gennaio: Consiglio dei Ministri: ridotto di 4 lire il prezzo della benzina, fissato in 96 lire per la normale e 106 per la super. Approvato un piano straordinario per la Sardegna, che stanzia 400 miliardi in 15 anni.[31]
- 20 gennaio: Giovanni Malagodi annuncia che i quattro partiti di governo hanno raggiunto l'accordo per la giunta provinciale di Roma. Il segretario liberale si augura che lo stesso avvenga per la giunta comunale di Roma e che l'evento blocchi l'accordo ormai prossimo per la giunta di centro-sinistra a Milano.
- 20-21 gennaio: a Milano si raggiunge l'accordo per la prima giunta locale di centro-sinistra: il sindaco è espresso dal PSDI nella persona di Gino Cassinis, ex assessore alle aziende municipalizzate. Cassinis è eletto coi voti di DC, PSI e PSDI. Forti polemiche da parte dei liberali, che ribadiscono il tradimento degli accordi che hanno portato alla formazione del governo, e più ancora del MSI, che minaccia di mettere in crisi il governo regionale siciliano in favore di un'alleanza col PCI. L'accordo apre la porta per la costituzione delle analoghe giunte di Genova (sindaco Vittorio Pertusio) e Firenze (Giorgio La Pira).[32]
- 22-23 gennaio: le conseguenze della formazione della giunta di Milano si ripercuotono sul governo delle convergenze democratiche, che di li a poco dovrà affrontare in Parlamento la discussione di otto mozioni di fiducia sulla politica meridionalista. Luigi Preti taccia di pretestuosità e finalità elettoralistiche le polemiche dei liberali e della destra democristiana, cui sono state accordate altrove numerose concessioni politiche. Preti aggiunge che con le prossime elezioni politiche la DC potrebbe facilmente trovarsi di fronte all'alternativa tra PSI e MSI per la formazione di un futuro governo.[33]
- 25 gennaio: al Senato si svolgono tre interpellanze presentate dai deputati Francesco Spezzano e Marco Bertoli del PCI e Guido Corbellini della DC relative alle irregolarità nella costruzione dell'aeroporto di Fiumicino. Vengono contestate la rinuncia dei terreni della zona di Casal Palocco (di proprietà del Vaticano) e l'acquisto ad un prezzo eccessivo delle terre paludose dei Torlonia a Fiumicino. Si chiede l'istituzione di una commissione parlamentare d'inchiesta.[33]
- 26 gennaio: Consiglio dei Ministri: sono deliberati aumenti fiscali per coprire la necessità di nuove spese, in particolare quelle relative all'indennità di alloggio delle forze dell'ordine e la sistemazione dei fiumi. Aumenta del 5% l'addizionale sulle imposte dirette e la tassa sulla produzione dei dischi musicali. Incrementate anche le tasse di successione.[34]
- 27 gennaio: il Ministro degli esteri, Antonio Segni, dichiara che le trattative italo-austriache sull'ordinamento dell'Alto Adige sono in alto mare per l'intransigenza dei delegati austriaci, che pretendono un'indipendenza ai limiti della sospensione della sovranità italiana.
Amintore Fanfani traccia un bilancio dell'attività di governo alla luce della situazione politica che si è creata con la formazione della giunta comunale di centro-sinistra a Milano. Il presidente del consiglio, che ha incontrato i segretari dei partiti di maggioranza, assicura che esiste una comune volontà di evitare che i problemi delle giunte locali rechino pregiudizio alla stabilità dell'esecutivo.
Aldo Moro incontra nel proprio studio monsignor Spada, al quale spiega le ragioni che lo inducono a perseguire la politica di centro-sinistra. Spada lo incoraggia a preparare un memoriale per il Papa e gli garantisce il suo sostegno.
Esplode una bomba a Ponte Gardena in provincia di Bolzano. Il monumento al “lavoro italiano” viene completamente distrutto da una carica di dinamite. Si intensificano gli attentati dei gruppi terroristi sudtirolesi.
- 30 gennaio: a Gleno, piccola località in provincia di Bolzano, attentato dinamitardo contro la casa del defunto senatore Ettore Tolomei, convinto sostenitore dell’Italianità dell’Alto Adige.
- 2 febbraio: grazie ad una legge ad personam Giovanni De Lorenzo è promosso generale di Corpo d’armata, senza aver esercitato il periodo di comando necessario presso un reparto militare operativo.
- 3 febbraio: la Camera approva a maggioranza l'attività del governo sulle trattative per l'Alto Adige. Antonio Segni conferma la disponibilità del governo italiano a proseguire le trattative, ferme restando l'intangibilità del confine al Brennero e della sovranità. Nelle stesse ore il governo austriaco consegna all'ambasciatore italiano in Austria una richiesta di piena autonomia per Bolzano.
- 8 febbraio: a Napoli una manifestazione di protesta contro il disservizio delle tranvie provinciali è caricata dalle forze di polizia. 50 feriti tra i dimostranti. Autobus dati alle fiamme.
Furio Cicogna, presidente dell’Assolombarda e consigliere di amministrazione della Edison, è eletto presidente della Confindustria.
- 20-23 febbraio: consiglio nazionale della DC: approvata la relazione del segretario Aldo Moro, che conferma la validità dell’apertura al PSI e la preclusione ad ogni collaborazione con il PCI. Su 110 presenti, vota contro solo Fernando Tambroni. La destra DC, rappresentata da Scelba, Restivo, Lucifredi, Benedetti, Carraro, Piccoli, Tartufoli, Dalvit, Odorizzi, Evangelisti, Andreotti si astiene. Assenti Pella e Gonella.[35]
Il senatore Edgardo Lami Starnuti è eletto presidente della provincia di Milano coi voti di PCI, PSI, PSDI e MSI.[36]
- 24 febbraio: il segretario repubblicano Oronzo Reale ritiene che i tempi siano maturi per l'apertura al PSI del Governo nazionale. Giuseppe Saragat si dichiara d'accordo e sostiene che l'apertura alla sinistra democratica socialista porterà al definitivo relegamento del PCI all'opposizione.
- 25 febbraio: consiglio nazionale del PLI: Giovanni Malagodi sostiene che esiste una sola maggioranza possibile, quella delle convergenze democratiche che hanno messo da parte un tentativo di svolta autoritaria. Rinvia alle risultanze del congresso del PSI una presa di posizione ufficiale sulla partecipazione liberale al governo.
- 28 febbraio: Giorgio La Pira è rieletto sindaco di una giunta di centro-sinistra (DC, PSI, PSDI e radicali).
- 2 marzo: Consiglio dei Ministri: il governo approva un aumento delle retribuzioni per insegnanti e magistrati di ogni ordine e grado. Aumento delle tasse di alcuni atti giudiziari per assicurare la copertura finanziaria delle nuove spese. Viene modificata anche il sistema di riscossione dell'IGE per alcune categorie di liberi professionisti.
A seguito delle dimissioni degli assessori del MSI cade il governo regionale siciliano. Si apre una crisi difficile, in cui PRI e PSDI premono per un governo di centro sinistra, il PLI per la formula quadripartito nazionale, PDIUM, MSI e milazzisti per un proseguimento dell'esperienza di centro-destra.
Il Quotidiano pubblica una lettera del cardinale Giuseppe Siri ad Aldo Moro, in cui manifesta al segretario della DC le riserve della Chiesa sull’apertura a sinistra.
- 4-7 marzo: congresso nazionale del PDI: Alfredo Covelli presenta una dura relazione che dovrebbe giustificare la deriva cui sta andando incontro il movimento monarchico italiano: in particolare attacca la DC che, da De Gasperi in poi, non ha mai rinunciato alla sua idea di partito di centro che marcia verso sinistra, e la chiesa, che costringe gli elettori cattolici a concentrare i voti in un solo partito che poi li utilizza come crede. In un'assise caratterizzata da gravi tumulti (sette congressisti feriti e la polizia che deve intervenire per sedarli) Covelli e Achille Lauro conservano la maggioranza: la mozione di maggioranza conferma la completa autonomia dal MSI e stabilisce un cambiamento di nome del partito, che si presenterà alle prossime elezioni con la denominazione "Partito Democratico Italiano di Unità Monarchica".[37]
- 16-18 marzo: congresso del PSI. Pietro Nenni ripropone la possibilità dell’appoggio del PSI ad un nuovo governo di centro-sinistra; affronta il tema delle riforme e della lotta agli squilibri territoriali e sociali. Tullio Vecchietti, leader della sinistra, critica la politica di alleanza con la DC. Lelio Basso, leader di “Alternativa democratica” contesta la logica dei “due tempi”, prima la democrazia, poi il socialismo. Nenni vince con il 55%, ma perde il 3% rispetto al precedente congresso, le sinistre unite raggiungono circa il 42%, avanzando del 3,61%. Il Congresso conferma Pietro Nenni segretario nazionale ed elegge Francesco De Martino vice segretario. Degli 81 seggi del comitato centrale, 45 vanno ad “Autonomia”, 29 alla sinistra, 6 alla corrente di Basso, 1 a Pertini.
- 28 marzo: esplode una forte polemica tra il Ministro delle finanze, Giuseppe Trabucchi e gli ordini professionali dei medici e degli avvocati. Oggetto del contendere è la modifica del sistema di riscossione dell'IGE, che prevede il pagamento attraverso le marche da apporre su ricevute e notule in luogo dell'imposizione sul reddito annuale, con una riduzione dell'aliquota dall'1 allo 0,40%. I professionisti ritengono che i relativi controlli tributari andrebbero a ledere il segreto professionale. Nonostante il ministro assicuri che le ricevute non siano direttamente accessibili ai controlli della Guardia di Finanza il senatore Raffaele Chiarolanza, presidente dell'ordine dei medici, annuncia uno sciopero per l'8 aprile. Nei giorni successivi aderiscono anche gli altri ordini professionali.[38]
- 1º aprile: la Corte costituzionale dichiara contrario ai principi della Carta il principio del Solve et repete (prima paga, poi chiedi il rimborso). Ogni controversia col fisco potrà essere ammessa in giudizio anche se il ricorrente si è rifiutato di pagare e non produce la ricevuta. Il principio è stato ritenuto in contrasto con gli articoli 3, 24 primo comma e 113 della costituzione.
Inizia lo sciopero degli avvocati, che annunciano l'astensione dalle udienze a tempo indeterminato.
- 2 aprile: il Ministro Giulio Pastore, quale Presidente del Comitato dei Ministri del Mezzogiorno, annuncia il programma integrativo dei finanziamenti destinati alla Cassa del Mezzogiorno. 160 miliardi per un programma straordinario su strade e ferrovie, necessario per consentire l'impianto e l'operatività delle industrie in procinto di stabilirsi nelle regioni meridionali.[39]
- 5 aprile: i medici annunciano uno sciopero generale per l'8 aprile, con assicurazione dei servizi essenziali e dei casi urgenti. L'ordine professionale dei sanitari, al pari di quello degli avvocati, non ha ritenuto sufficienti le assicurazioni del Presidente Amintore Fanfani e del Ministro della Sanità Camillo Giardina e chiedono il ritiro della riforma dell'IGE.
- 8 aprile: a seguito di un gravissimo incidente il governo vara un piano da 1500 miliardi per il risanamento della rete ferroviaria e la costituzione di un'azienda autonoma per la gestione e la manutenzione degli impianti. Ci si propone di separare la responsabilità politica del Ministro dei Trasporti, che non sarà più il Presidente pro-tempore del Consiglio di Amministrazione, dalla responsabilità di gestione.
A tre mesi dall'inaugurazione viene annunciata la chiusura della pista uno dell'Aeroporto di Fiumicino. Trattandosi della pista principale, e al momento unica per la chiusura di quella di raccordo e il suo accorciamento, non può più ricevere gli aeromobili di grandi dimensioni. Il traffico internazionale e gran parte di quello nazionale sono trasferiti a Ciampino, le cui piste non potrebbero però accogliere i Boeing 707 e i Douglas DC-8.[40]
- 11 aprile: Amintore Fanfani si reca in visita ufficiale in Vaticano. Giovanni XXIII dichiara di condividere i sentimenti del popolo italiano per il centenario dell'Unità italiana. I contrasti del Risorgimento, dice ancora il Papa, sono da vedere come la preparazione dei Patti Lateranensi. Il cardinale Domenico Tardini ricambia la visita recandosi il giorno dopo a Palazzo Chigi.[41]
- 16 aprile: sciopero generale a Castellammare di Stabia per protestare contro l’arresto di due operai, un consigliere comunale del PCI e un segretario della Camera del lavoro.
La Camera approva la proposta di inchiesta parlamentare sui limiti posti alla concorrenza nel campo economico. I lavori della Commissione si concluderanno nella IV Legislatura e sarà presentata il 28 ottobre 1965.
- 19 aprile: Amintore Fanfani interviene al Congresso Nazionale dei coltivatori diretti.
- 21 aprile: dopo quattro tentativi falliti l'Assemblea Regionale Siciliana elegge alla presidenza il socialista Mario Martinez, sostenuto da una convergenza di voti provenienti dalla sinistra e dalla destra. Il neoeletto, già risultato vittorioso il 4 aprile, presenta nuovamente le dimissioni per evitare che si torni ad una maggioranza di tipo milazziana. Il candidato ufficiale della DC, Natale Di Napoli, è sconfitto per due voti (45 a 43).
- 22 aprile: assemblea dei deputati e dei senatori del PCI in preparazione della Conferenza delle fabbriche.
- 27 aprile: è approvata in via definitiva la proposta di legge che istituisce la Commissione Parlamentare d'inchiesta sulla costruzione dell'Aeroporto di Fiumicino. La Commissione, presieduta da Aldo Bozzi, presenterà la relazione conclusiva il 23 dicembre dello stesso anno.
- 30 aprile: Consiglio dei Ministri: varato il piano triennale per l'adeguamento delle pensioni di guerra.[42]
- 13-15 maggio: in vista del semestre bianco, che avrà inizio il 13 novembre, il Presidente della Repubblica Giovanni Gronchi sollecita il Presidente del Consiglio ad una verifica della stabilità della maggioranza delle convergenze. Oggetto del contendere è la determinazione dei quattro partiti che formano l'esecutivo a mantenere il governo fino alla scadenza del mandato presidenziale. Aldo Moro dichiara che non sussistono motivazioni che giustifichino il venir meno dell'intesa tra i quattro partiti democratici. Lo stesso Moro annuncia che intende promuovere la convergenza democratica a quattro anche in Sicilia.[43]
- 17 maggio: Silvio Milazzo viene rieletto a sorpresa Presidente della Regione Siciliana coi voti di PCI, PSI, MSI, PDIuM e indipendenti. L'ex presidente vince con 45 voti contro i 42 ottenuti del candidato ufficiale della DC, votato dai quattro partiti di governo. Il giorno dopo, a seguito del fallimento dei colloqui tra la DC e l'Unione Siciliana Cristiano Sociale per l'allargamento della maggioranza Milazzo, pressato anche dai partiti della maggioranza nazionale, annuncia le proprie dimissioni.[44]
- 20 maggio: Consiglio dei Ministri: estesi a edilizia popolare, ospedali, scuole materne e porti i poteri di intervento della Cassa del Mezzogiorno. Riordinata e riformata la legge sugli assegni familiari.
- 24 maggio: riprendono i negoziati per l'Alto Adige: Antonio Segni si incontra a Klagenfurt col Ministro degli Esteri austriaco Bruno Kreisky e dichiara che l'Italia intende rimanere fedele all'accordo a suo tempo stipulato da Alcide De Gasperi e Karl Gruber. I colloqui sono rinviati ad una nuova sessione fissata per il 24 giugno.[45]
- 28-29 maggio: elezioni amministrative parziali (233 comuni, 700.000 elettori): sostanzialmente immutate le posizioni locali di tutti i partiti con un lieve incremento della sola DC.[46]
- 31 maggio: in una tempestosa seduta al Senato Mario Scelba, Ministro degli Interni, risponde a numerosi interrogazioni relative ai disordini accaduti a Modena alcuni giorni prima, dove alcune centinaia di militanti di sinistra hanno tentato di impedire una manifestazione del MSI. Ferruccio Parri accusa il governo di violazione volontaria della XII disposizione transitoria della Costituzione e della legge voluta dallo stesso ministro per la sua applicazione. Scelba risponde che le riunioni del MSI, richieste ed autorizzate dalla Pubblica Sicurezza, non possono essere impedite senza violare le libertà costituzionali di un partito legittimamente rappresentato in Parlamento.[47]
- 6 giugno: Consiglio dei Ministri: approvata la pensione delle casalinghe e il riordinamento dei ruoli del personale dell'amministrazione finanziaria.
- 8 giugno: Amintore Fanfani apre la I Conferenza Agricola Nazionale.
- 11-12 giugno: catena di attentati terroristici in Alto Adige. Investite le zone di Bolzano, Merano, Brunico, Campo Tures. Colpiti venti tralicci dell’energia elettrica, le condotte in Val Venusia e la centrale della «Società idroelettrica Piemonte». Una carica esplosiva produce la morte dello stradino Giovanni Pastai.
- 14 giugno: all'Assemblea Regionale Siciliana viene eletto presidente il socialista Salvatore Corallo, che ottiene i voti di PCI, PSI, MSI, monarchici e indipendenti. Decisiva l'astensione dei cristiano sociali di Milazzo. Il candidato della DC, Vincenzo Carollo, ottiene i voti dei quattro partiti di governo. Corallo presenta immediatamente le dimissioni.[48]
- 16 giugno: a seguito di una serie di attentati scatta il piano di sicurezza predisposto dal governo in Alto Adige: sotto il comando del vice capo della polizia Vincenzo Agnesina è rafforzata la vigilanza notturna e sono illuminate a giorno le centrali elettriche e i tralicci. Sono stanziati premi in denaro per la cattura dei terroristi. Il ministro Scelba dichiara che nessuna violenza potrà mai modificare i confini del Brennero.
- 20 giugno: congresso della SVP: Silvius Magnago riesce a mediare una posizione comune tra gli estremisti che chiedono un plebiscito per l'annessione dell'Alto Adige all'Austria e i moderati che sostengono l'autonomia e i colloqui con l'Italia.[49]
- 20-21 giugno: elezioni regionali in Sardegna: la DC guadagna 35.000 voti, il PCI ne perde quasi 7.000. Positivo il risultato dei quattro partiti di governo. Avanzano il MSI e il PLI, i monarchici scendono da 98.873 voti del 1957 a 33.937.
A Bolzano viene sventato un attentato dinamitardo alla caserma dei vigili del fuoco.[50]
- 22 giugno: il Ministro Camillo Giardina annuncia l'istituzione del libretto sanitario obbligatorio per le prestazioni sanitarie al cittadino e lo stanziamento di 30 miliardi per l'ammodernamento degli ospedali e 20 per la costruzione di nuovi impianti nel Meridione.
Il Ministro Mario Scelba riferisce alla camera sulle attività del governo in Alto Adige: d'accordo con una dichiarazione di Silvius Magnago assicura che l'Italia intende garantire l'autonomia delle province di Trento e Bolzano salvaguardando la duplice identità italo-tedesca della regione.[51]
- 23 giugno: Consiglio dei Ministri: approvato un aumento delle tariffe ferroviarie, nella misura del 15% per i viaggiatori e del 10% per le merci. Il Ministro dei Trasporti è incaricato di compilare un piano di ridimensionamento della rete ferroviaria con una lista delle tratte deficitarie. Stanziati 800 miliardi per l'ammodernamento del materiale rotabile.
Riprendono a Zurigo le trattative per l'Alto Adige: il ministro Antonio Segni si dichiara pessimista per le posizioni intransigenti austriache. Entrano intanto in funzione alcune squadre antisabotaggio, composte da specialisti dell'esercito guidati da un ufficiale della polizia giudiziaria, nella zona di Termeno.[52]
- 24 giugno: le trattative italo-austriache sono interrotte. Attentato incendiario contro un autobus di linea italiano.[45]
- 27 giugno: comitato centrale del PSI: Pietro Nenni viene duramente contestato dalla minoranza interna dei carristi, che chiede l'immediata uscita del partito dalle giunte di centro-sinistra e un rinnovato patto di collaborazione col PCI. Le minoranze unite (carristi, Sandro Pertini, Giovanni Armaroli) chiedono la presentazione di una mozione di sfiducia al governo delle convergenze (accettata) e il collocamento del partito all'opposizione permanente della DC (respinta). La linea autonomista di Nenni vince col 55% dei voti.[53]
- 30 giugno: il socialista Salvatore Corallo è rieletto presidente della Regione Siciliana coi voti del suo partito e dei cristiano-sociali di Milazzo. Astenuti PLI e PSDI, voto contrario di MSI e monarchici. La DC assente dall'aula. Il neoeletto stavolta accetta l'elezione.
- 6 luglio: il governo austriaco chiede l'invio di una commissione internazionale di inchiesta in Alto Adige.
- 7 luglio: il PSI presenta la mozione di sfiducia al governo delle convergenze, frutto di un'emergenza politica da tempo superata e minato da una scarsa coesione interna. Per la DC il governo è in grado di operare in condizioni di piena stabilità. Contro la mozione si schierano PRI e PSDI. Il MSI voterà a favore. Posizione attendista di monarchici e PLI.
Il governo italiano annuncia di voler ricorrere alla Corte Internazionale dell’Aia.
- 10 luglio: la Camera respinge con 318 voti contro 241 la mozione di sfiducia al governo. A favore dell'esecutivo DC, PLI, PSDI, PRI e dissidenti monarchici riuniti nel gruppo Rinnovamento sociale. Contrari PSI, PCI, MSI e monarchici del PDIUM.
Attentati dinamitardi ai tralicci della SIP a Caldaro, in Alto Adige, accompagnati da volantini di sfida alle forze dell'ordine italiane.[54]
- 15 luglio: la polizia sequestra 150 kg di dinamite e centinaia di detonatori in un deposito dei terroristi altoatesini. Ventidue persone, tra le quali diversi esponenti della SVP, sono arrestate.[55]
- 27 luglio: il governo invia una nota ufficiale di protesta all'Austria, nella quale si lancia una precisa accusa di incitamento a personalità di primo piano d'oltralpe nell'incitamento ai terroristi altoatesini.[56]
- 28 luglio: il Consiglio dei Ministri approva il viaggio a Mosca di Fanfani e del Ministro degli esteri Antonio Segni. Quest'ultimo ottiene piena fiducia per la gestione della crisi in Alto Adige.
Un funzionario del governo regionale del Tirolo viene accusato di essere il capo dei terroristi altoatesini arrestati il 15 luglio.[57]
- 30 luglio: Fanfani si reca in Lucania per inaugurare i cantieri del metanodotto di Grottole e degli stabilimenti petrolchimici di Ferrandina e Pisticci.
- 31 luglio: nuovo attentato in Alto Adige: un traliccio della società idroelettrica privata I.N.D.E.L.[58] viene fatto saltare in Valle Aurina.
Muore il cardinale Domenico Tardini.[59]
- 2-5 agosto: Il Presidente del Consiglio Fanfani e il Ministro degli esteri Segni si recano a Mosca. Al centro dei colloqui con Chruščëv la situazione di Berlino. Negli stessi giorni i paesi del Patto di Varsavia si riuniscono per discutere il trattato di pace con la Germania.
- 6-9 agosto: Fanfani e Segni informano il segretario di Stato americano Rusk dei loro incontri a Mosca. Successivamente incontrano Adenauer all’aeroporto milanese della Malpensa.
A Mosca, al ricevimento in onore dell’astronauta Titov, Chruščëv affronta la questione Berlino e annuncia che l’URSS dispone di una «superbomba» della potenza di 100 milioni di tonnellate di tritolo.
- 10 agosto: Il Ministero degli interni predispone misure di protezione per l'ing. Enrico Mattei dopo le minacce ricevute da terroristi francesi.[60]
- 13 agosto: Inizia la costruzione del muro di Berlino.
- 23 agosto: un gruppo di terroristi altoatesini spara contro alpini e carabinieri intervenuti dopo l'attentato a un traliccio dell'alta tensione.
Prime incrinature delle convergenze democratiche che hanno portato alla formazione del governo: Giuseppe Saragat e Giovanni Malagodi polemizzano a distanza sull'operato del governo e sulle prospettive dell'ingresso del PSI nella maggioranza.[61]
- 24 agosto: al rientro dalle vacanze il presidente Fanfani incontra alcuni ministri e smentisce le voci su un'imminente crisi di governo.[62]
- 25 agosto: Aldo Moro interrompe per un giorno le vacanze per un incontro con Fanfani nell'abitazione del Presidente del Consiglio. La notizia trapela a causa di un crollo che attira alcuni giornalisti nella stessa via ma il contenuto del colloquio non trapela. Fanfani si vede di lì a poco col presidente della repubblica Giovanni Gronchi.[63]
- 1º settembre: Consiglio dei Ministri: Antonio Segni, Ministro degli esteri, riferisce dei disordini a Berlino conseguenti alla costruzione del muro e dell'impegno della diplomazia italiana per una soluzione pacifica della crisi.[64]
- 5 settembre: Giuseppe Saragat esclude la crisi di governo e rinvia ogni progetto futuro a dopo l'imminente congresso della DC.[65]
- 7 settembre: si riuniscono la direzione e il consiglio nazionale del PLI: Giovanni Malagodi minaccia la crisi di governo qualora in Sicilia si formi una giunta regionale di centro-sinistra.
- 8-9 settembre: dopo sei mesi di crisi Giuseppe D'Angelo è eletto presidente della Regione Siciliana. La maggioranza è formata da DC, PSI, PSDI e PRI. Rinviata l'elezione della giunta. La direzione del PLI non mette in discussione la stabilità del governo ma dichiara ufficialmente che tali eventi hanno posto un serio paletto sulla sua solidità.
- 13 settembre: dopo la scoperta di una cellula di terroristi altoatesini pronti a colpire il governo invia una nota ufficiale all'Austria, accusando il suo governo di tollerare al suo interno le centrali ispiratrici. Il Ministro degli interni Mario Scelba insedia al Viminale una commissione consultiva sul problema del terrorismo.[66]
- 13-16 settembre: inizia il primo convegno di studi della DC a San Pellegrino Terme. Si pongono le basi ideologiche per il programma del futuro centro-sinistra. Relazioni di Gonella, De Rosa, il sociologo Achille Ardigò e l’economista Pasquale Saraceno. Interviene Fanfani e conclude i lavori Aldo Moro.
- 14-20 settembre: la minoranza filo-comunista del PSI, che fa capo a Tullio Vecchietti e Lelio Basso, si riunisce a convegno e critica le posizioni moderate della maggioranza di Pietro Nenni. Forte critica alla maggioranza di centro-sinistra in Sicilia, ritenuta una grande prova in vista di un centro-sinistra nazionale che si ritiene ormai prossimo. I "carristi", come verranno chiamati, chiedono di tornare al patto d'unità e di azione col PCI per un'alternativa di governo.
Aldo Moro risponde indirettamente nel discorso conclusivo di San Pellegrino parlando di un nuovo compito per la DC.
Il segretario del PRI, Oronzo Reale, dichiara alla direzione la posizione attendista del partito, deciso alla svolta di centro-sinistra ma in attesa delle determinazioni del congresso democristiano.[67]
- 21 settembre: la corrente dei sindacalisti della DC, guidata da Giulio Pastore, solleva il problema del deterioramento delle convergenze democratiche che hanno unito i partiti della maggioranza dopo la crisi Tambroni. All'origine del distinguo la decisione della direzione nazionale democristiana di rinviare il consiglio nazionale a ottobre, e di conseguenza il congresso nazionale a gennaio. Dal momento che i dorotei vorrebbero rinviare l'assise a dopo l'elezione del nuovo Presidente della Repubblica viene chiesto di accelerare i tempi dal momento per evitare che la DC, dalla sua massima espressione, si trovi costretta ad attaccare un suo governo monocolore.[68]
- 22 settembre: Consiglio dei Ministri: viene ridotto il prezzo dei testi scolastici per le scuole elementari.[68]
- 30 settembre: al termine del dibattito sul bilancio del Ministero degli esteri aumentano i contrasti tra i partiti della maggioranza. Socialisti e repubblicani chiedono con insistenza una maggioranza di centro-sinistra aperta al PSI: i liberali si dichiarano contrari alla crisi, chiedono la sconfessione delle posizioni anti-atlantiste delle sinistre del PSI e della DC e si dichiarano contrari a qualsiasi ipotesi di maggioranza col PSI e il MSI; una nota del Quirinale esclude le dimissioni di Giovanni Gronchi prima dell'inizio del semestre bianco e precisa che la dialettica tra i partiti non dà modo di pensare che si possa giungere a una crisi di governo e uno scioglimento anticipato delle camere.
- 13-20 ottobre: mentre la DC annuncia il proprio consiglio nazionale per il 13 ottobre il comitato centrale del PSI si spacca in due. La minoranza di Tullio Vecchietti e Lelio Basso, che si uniscono ufficialmente nella corrente detta dei carristi, chiede un congresso anticipato. I membri di minoranza del direttivo federale socialista di Venezia danno intanto le dimissioni, provocando la convocazione automatica del locale congresso. Nenni è accusato dai suoi e dal PCI di ostacolare un'alternativa di sinistra al governo.[69]
- 17-31 ottobre: XXII Congresso del Partito Comunista dell'Unione Sovietica. La delegazione del PCI è composta da Palmiro Togliatti, Umberto Terracini, Luciano Barca, Nilde Jotti, Carlo Galluzzi, Renato Bastianelli e Giuliano Pajetta. Togliatti interviene il 20 ottobre e il 26 rilascia un’intervista sul Congresso a «l’Unità». Continua l’opera di destalinizzazione e lo scontro interno al PCUS. Forte condanna delle posizioni del Partito comunista albanese per il rifiuto della coesistenza pacifica e della destalinizzazione, condanna che investe, anche se non ancora frontalmente, la Cina maoista. A conclusione del Congresso è decisa la rimozione della salma di Stalin dal Mausoleo della Piazza Rossa.
- 19 ottobre: al Senato, discussione e approvazione con modifiche della legge «Revisione dei film e dei lavori teatrali» approvato dalla 2ª commissione della Camera. La legge è approvata con i soli voti della DC e del MSI, si astengono PSDI e PLI, le sinistre non partecipano al voto.
- 20 ottobre: su indicazione del Ministro della difesa Folchi la questura di Roma vieta la proiezione del film di Claude Autant-Lara «Non uccidere», organizzata al cinema Quattro Fontane dalla Comunità europea degli scrittori. Tema del film l'obiezione di coscienza.
- 21 ottobre: il consiglio nazionale della DC annuncia la convocazione del congresso nazionale per il 27-28-29 gennaio 1962.[70]
- 28-29 ottobre: si rincorrono voci di un'imminente salita di Fanfani al Quirinale per presentare le dimissioni del governo. Il Quirinale emana una nota in cui destituisce di fondamento le interpretazioni dei giornali sulle azioni del presidente.[71]
- 30 ottobre: muore Luigi Einaudi.
- 7 novembre: gravissimi incidenti a Roma per gli aumenti delle tariffe autotranviarie della STEFER. Numerosi feriti e sessanta arresti. Il Governo accusa i comunisti di aver perturbato la manifestazione e provocato i disordini.
- 9 novembre: la commissione di censura del Ministero del Turismo e dello spettacolo vieta la proiezione del film «Non uccidere» di Claude Autant-Lara. La decisione provoca una forte protesta degli autori cinematografici contro la censura.
- 11 novembre: inizia il semestre bianco di Giovanni Gronchi.
- 12 novembre: Eccidio di Kindu.
- 13 novembre: la direzione nazionale del PRI assicura l'appoggio al governo fino al termine del congresso della DC.
- 23 novembre: Aldo Moro a Tribuna politica esclude qualsiasi apertura della DC a destra. Pur senza affermarlo esplicitamente, e senza citare il PSI, ritiene l'esperienza delle convergenze democratiche conclusa e che i nuovi organi direttivi del partito dovranno lavorare a una nuova maggioranza di governo.
- 28 novembre: la Corte costituzionale ribadisce la legittimità dell’art. 559 del Codice penale che punisce con un anno di carcere unicamente l’adulterio commesso dalla moglie.
- 1º dicembre: l'aula del Senato rifiuta la discussione della proposta di legge presentata da Ferruccio Parri per lo scioglimento del MSI ai sensi della XII disposizione transitoria della Costituzione. Viene votato un ordine del giorno che rinvia la soluzione del problema alla Corte costituzionale.

### 1962
- 2 gennaio: direzione del PSI: approvato, con il contributo della minoranza, un documento in cui sono indicati i provvedimenti legislativi da varare a breve termine: nazionalizzazione dell'industria elettrica, Statuto dei diritti dei lavoratori, sospensione del segreto bancario per l'accertamento fiscale, istituzione di un ufficio piano per la destinazione dei fondi per l'istruzione alla sola scuola pubblica.
- 19 gennaio: mozioni, interpellanze e interrogazioni sulle conclusioni dell’inchiesta parlamentare sull'Aeroporto di Fiumicino. Al termine della discussione il Governo pone la fiducia per respingere la mozione presentata dal PCI, primo firmatario Gullo. La Camera respinge la mozione con 285 voti contro e 211 favorevoli
- 27-31 gennaio: congresso della DC: Moro viene confermato segretario a larga maggioranza. Approvato il programma di apertura al PSI. A seguito di questi risultati PSDI e PRI escono dalla maggioranza di governo. Fanfani convoca il Consiglio dei Ministri.
- 2 febbraio: Fanfani sale al Quirinale e rassegna le dimissioni[72].